# Mistrzostwa Polski w Judo 1980
24. edycja Mistrzostw Polski w judo odbyła się w 1980 roku w Bytomiu gdzie rywalizowali mężczyźni oraz w dniach 26 – 27 kwietnia 1980 roku w Kielcach, gdzie rywalizowały kobiety.

## Medaliści 24 mistrzostw Polski

### Kobiety
| Konkurencja: | Złoto:             | Srebro:              | Brąz:                                    |
| 48 kg        | Wanda Gondek       | Joanna Majdan        | Ernestyna Matusiak Krystyna Młoczyńska   |
| 52 kg        | Halina Szmandra    | Urszula Górniak      | Anna Szczęsny Bożena Szydłowska          |
| 56 kg        | Magdalena Ropa     | Magdalena Kolasińska | Małgorzata Śliwa Grażyna Jaworska        |
| 61 kg        | Ewa Pencherkiewicz | Wanda Tecler         | Krystyna Jędrasiewicz Magdalena Wideńska |
| 66 kg        | Jolanta Adamczyk   | Dorota Lulińska      | Ewa Łukowska Kalina Kampa                |
| 72 kg        | Zofia Brożyna      | Hanna Stadniczenko   | Anna Romaniuk Iwona Gregorczyk           |
| +72 kg       | Grażyna Konopka    | Krystyna Garncarz    | Bogumiła Juryś Gryf Słupsk Helena Recman |

### mężczyźni
| Konkurencja: | Złoto:                                          | Srebro:            | Brąz:                                         |
| 60 kg        | Andrzej Dziemianiuk                             | Marian Polok       | Marian Liber Piotr Filusz                     |
| 65 kg        | Janusz Pawłowski (Wybrzeże Gdańsk) Marian Donat | Andrzej Kruszena   | Andrzej But Marek Waluś                       |
| 71 kg        | Marian Tałaj Gwardia Koszalin                   | Edward Alśnin      | Zbigniew Tałaj Marek Tabaszewski WIsła Kraków |
| 78 kg        | Andrzej Grzegorek                               | Jan Kowalewski     | Henryk Hałabuda Wisła Kraków Andrzej Chyś     |
| 86 kg        | Krzysztof Kurczyna                              | Bogusław Hanc      | Jan Hurkot Leszek Matracki                    |
| 95 kg        | Wojciech Dworczyński Wisła Kraków               | Andrzej Basik      | Ryszard Pujszo Bronisław Saczka               |
| +95 kg       | Wojciech Reszko                                 | Waldemar Zausz     | Krzysztof Szabat Roman Kapelski               |
| open         | Wojciech Dworczyński Wisła Kraków               | Zbigniew Bielawski | Wojciech Reszko Waldemar Zausz                |